# Zemský okres Aschaffenburg
Zemský okres Aschaffenburg (německy Landkreis Aschaffenburg) je zemský okres v německé spolkové zemi Bavorsko, ve vládním obvodu Dolní Franky. Sídlem správy zemského okresu je město Aschaffenburg, které ovšem není jeho součástí. Má přibližně 152 tisíc obyvatel. 

## Města a obce
Město:
1. Alzenau

Obce:
1. Bessenbach
2. Blankenbach
3. Dammbach
4. Geiselbach
5. Glattbach
6. Goldbach
7. Großostheim
8. Haibach
9. Heigenbrücken
10. Heimbuchenthal
11. Heinrichsthal
12. Hösbach
13. Johannesberg
14. Kahl am Main
15. Karlstein am Main
16. Kleinkahl
17. Kleinostheim
18. Krombach
19. Laufach
20. Mainaschaff
21. Mespelbrunn
22. Mömbris
23. Rothenbuch
24. Sailauf
25. Schöllkrippen
26. Sommerkahl
27. Stockstadt am Main
28. Waldaschaff
29. Weibersbrunn
30. Westerngrund
31. Wiesen